# Pont au Double
Il Pont au Double è un ponte di Parigi che attraversa la Senna. Collega il IV con il V arrondissement.
Esso collega il IV arrondissement, all'altezza del sagrato della cattedrale di Notre-Dame sull'Île de la Cité, al V arrondissement, sul quai de Montebello.
Deve il proprio nome al double tournois (doppio tornese), importo corrispondente al pedaggio che fu istituito all'inizio dell'entrata in funzione del ponte.

## Storia

### Primo ponte
Nel 1515 fu chiesto a Francesco I di costruire un ponte sul piccolo braccio della Senna allo scopo di portare gli ammalati all'Hôtel-Dieu.
Il 5 agosto 1626, l'Hôtel-Dieu ricevette l'autorizzazione a gettare un ponte in pietra sul piccolo braccio delle Senna, a monte del Petit-Pont, a spese dell'ospedale.
Progetti e preventivi furono predisposti dall'imprenditore Christophe Gamard e da Louis Noblet. Aggiudicatario, Christophe Gamart s'incaricò della costruzione del fabbricato e Louis Noblet dell'esecuzione del ponte a tre archi (11,78 m - 15,70 m - 11,78 m). La costruzione del ponte durò dal settembre 1626 al settembre del 1632. Il collaudo del ponte ebbe luogo l'11 agosto 1632. Il fabbricato che consentiva di collegare i due stabili dell'Hôtel-Dieu sulle due rive della Senna fu costruito nel 1634. Un decreto del Consiglio di Stato del 24 aprile 1634 dispose il pagamento di un pedaggio di un doppio tornese per ogni persona che vi passasse: questo dette origine al nome del ponte. Il pedaggio rimase in vigore fino al 1789, creò molto malcontento e fu l'oggetto di discussioni per stabilire chi ne fosse esentato. Le sale dell'ospedale situate sopra il ponte furono una fonte importante dell'inquinamento di quel ramo della Senna.
La costruzione dell'ala Saint-Charles dell'Hôtel-Dieu, nel 1651, soppresse una campata. Il ponte Saint-Charles fu eretto fra lo Petit-Pont e il Pont au Double per collegare le nuove sale dell'ospedale a quelle vecchie.

### Secondo ponte

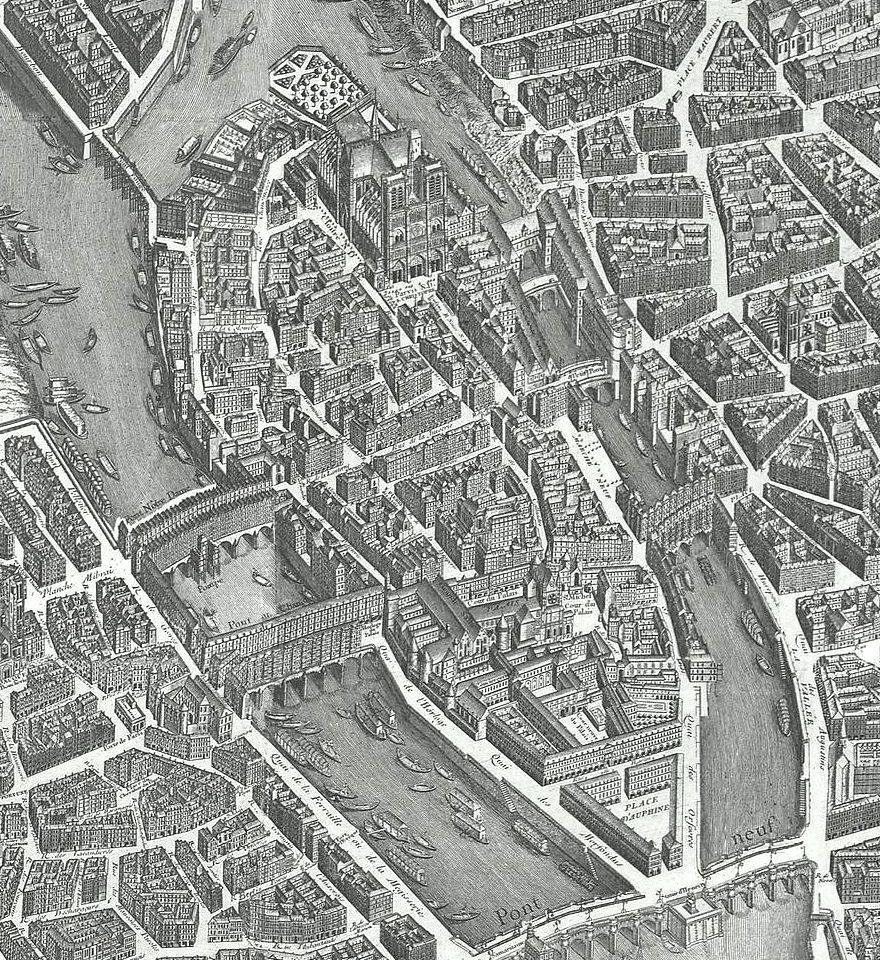
L'île de la Cité e i suoi ponti sulla panta di Turgot (1739)

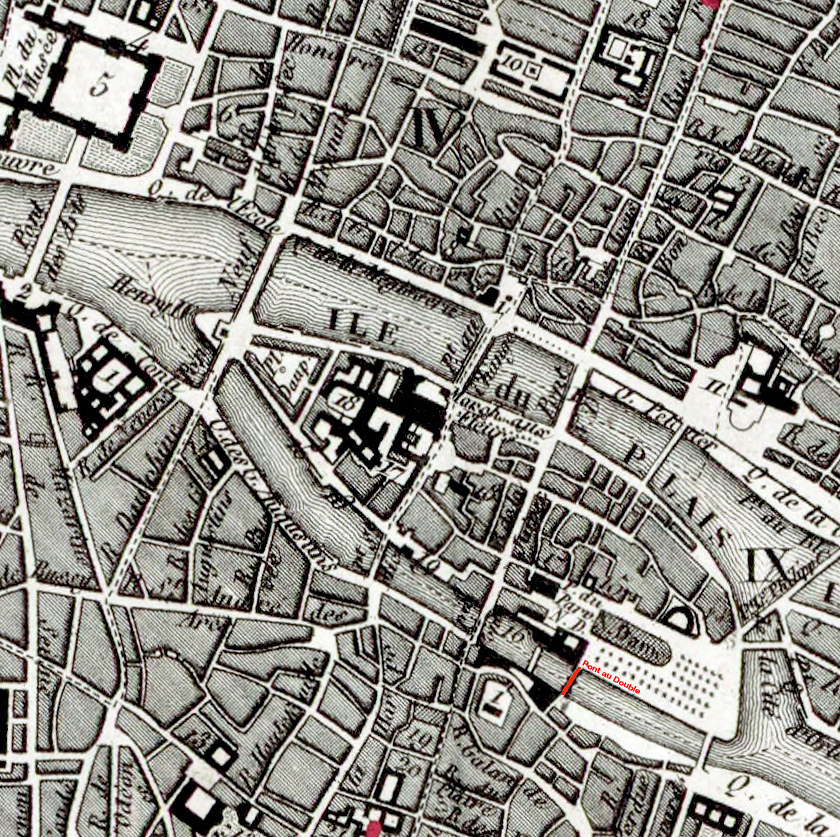
Estratto della pianta della Città di Parigi Donnet (Kaufmann) del 1837

Il ponte collassò il 31 dicembre 1709 e fu subito ricostruito con le sale poste sopra; esse furono abbattute tra il 27 ottobre 1824 e il 7 giugno 1825.
Il pont Saint-Charles scomparve nel 1836 durante una fase di ristrutturazione dell'Hôtel-Dieu tra il pont au Double e lo Petit-Pont. Fu rimpiazzato da una passerella coperta in legno.

### Terzo ponte
L'impaccio alla navigazione provocato dalla debolezza delle travature del ponte ha portato alla sua demolizione nel 1847. Esso fu ricostruito in muratura con una sola trave di 31 metri di apertura dagli imprenditori Gariel e Garnier. La travatura fu disarmata all'inizio del 1848 e il ponte sostenne allora una strada pubblica.
L'Hôtel-Dieu fu ricostruito nel suo attuale luogo, a nord del sagrato di Notre-Dame, dal 1865. La rue d'Arcole fu allora ricostruita con un nuovo asse disegnato allineato al pont d'Arcole e alla facciata della cattedrale. Gli ultimi edifici esistenti, fra i quali l'ala Saint-Charles e l'omonima passerella furono demoliti nel 1878. Il prolungamento della rue Monge comportò lo studio di un nuovo ponte leggermente spostato rispetto a quello originale per posizionarlo nell'asse di rue d'Arcole e del pont d'Arcole, allo scopo di formare un asse nord-sud coerente. Un primo progetto di un arco in muratura fu proposte dall'ingegnere dei Ponti e strade Bernard nel 1877. Il consiglio generale dei Ponti e strade chiese la presentazione di un nuovo progetto con un arco metallico. Un nuovo progetto fu presentato al Consiglio comunale, che lo approvò nel 1879.

### Quarto ponte

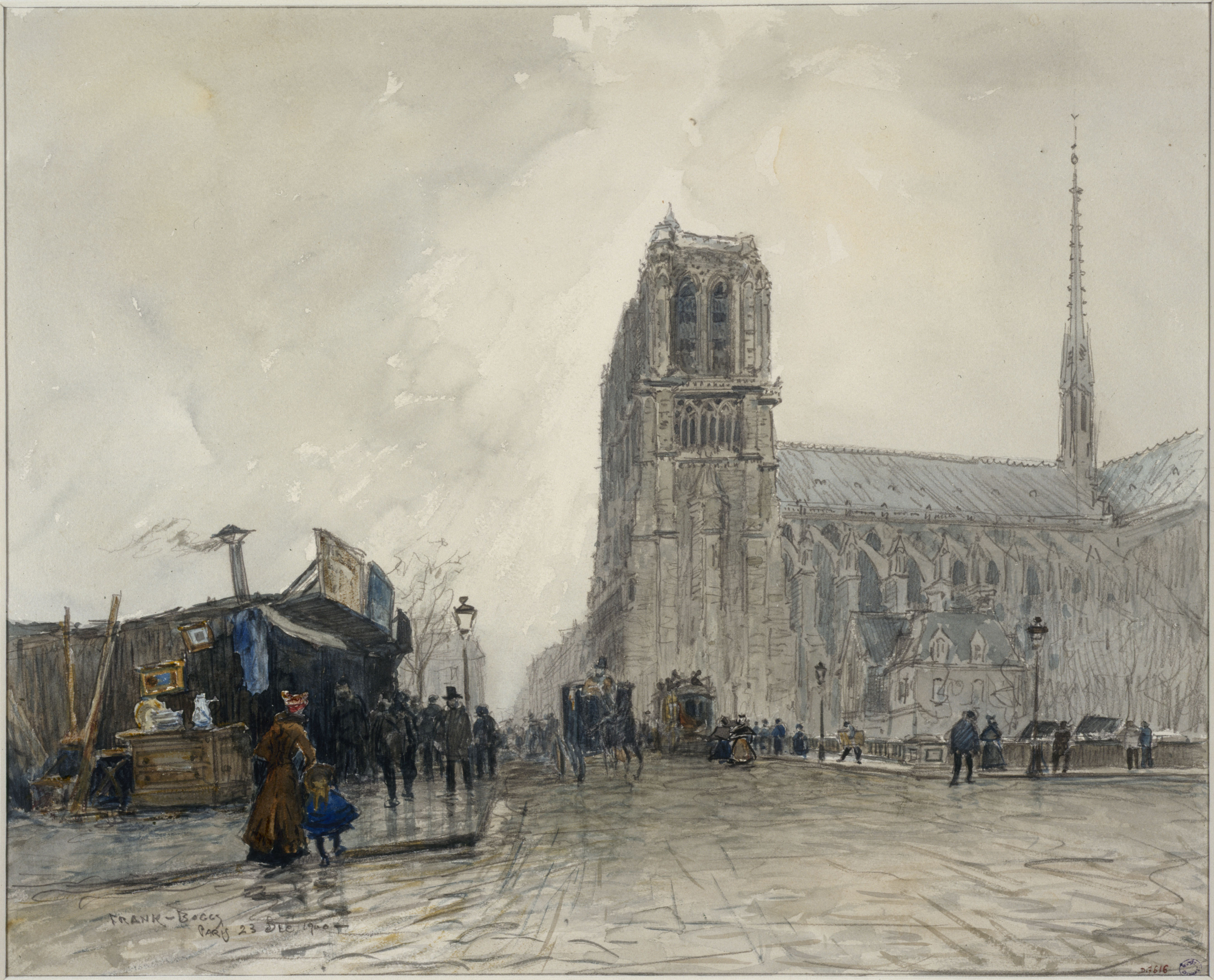
Il pont au Double nel 1900 (Frank Myers Boggs).

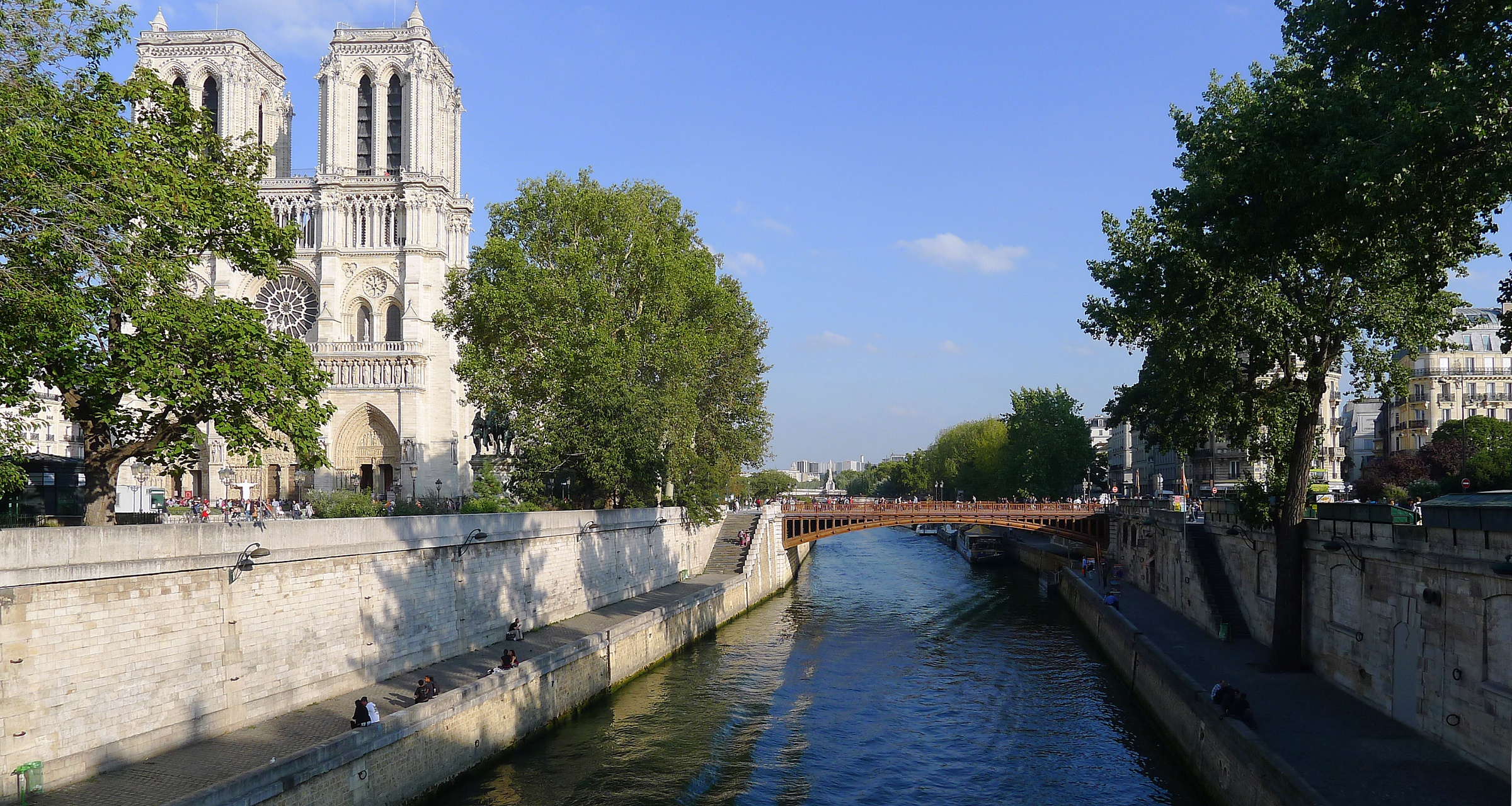
Il pont au Double collega il IV arrondissement, all'altezza del sagrato della cattedrale di Notre-Dame sull'Île de la Cité, al V arrondissement, sul quai de Montebello (a destra).

Il progetto di un nuovo ponte a un arco in ghisa fu redatto dall'ingegnere Jules Lax (ingegnere dei Ponts et chaussées nel 1867), e vistato il 29 febbraio 1880. Esso fu approvato il 23 marzo 1883. Il ponte fu costruito nel medesimo anno, nello stesso tempo del lungo-fiume.. 
L'arco è formato da 11 archi in ghisa di 31 metri di apertura, costituiti da conci assemblati fra loro con bullonature e con puntelli in acciaio. Gli archi delle facciate a monte e a valle così come le cornici sono state rivestite di rame. La procedura di ramatura galvanica dei parapetti sono state messe a punto da M. Oudry.
Constatato il degrado della struttura in ghisa e del rivestimento in rame, l'opera è stata restaurata nel novembre 2002.

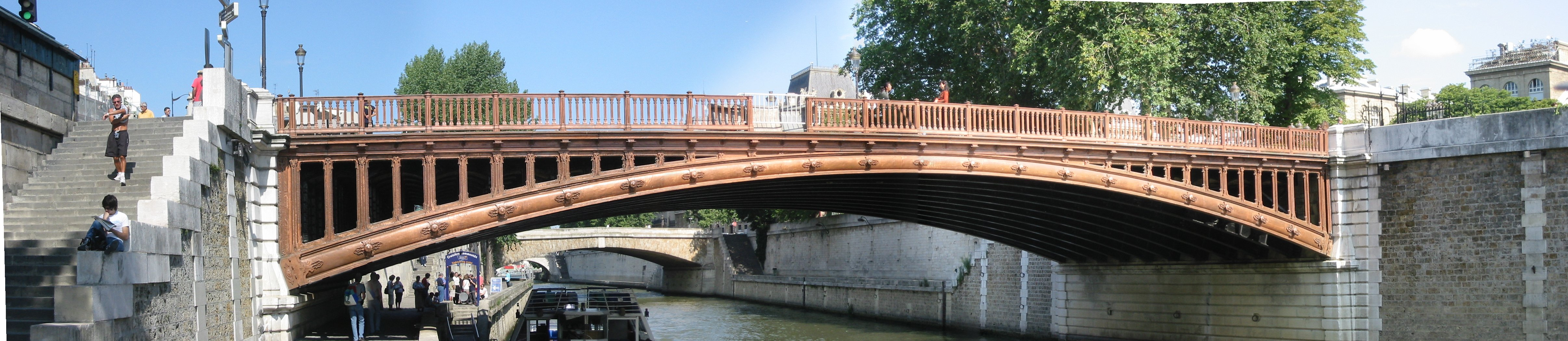

## Al cinema
- 2008 : Agathe Cléry

## Galleria d'immagini

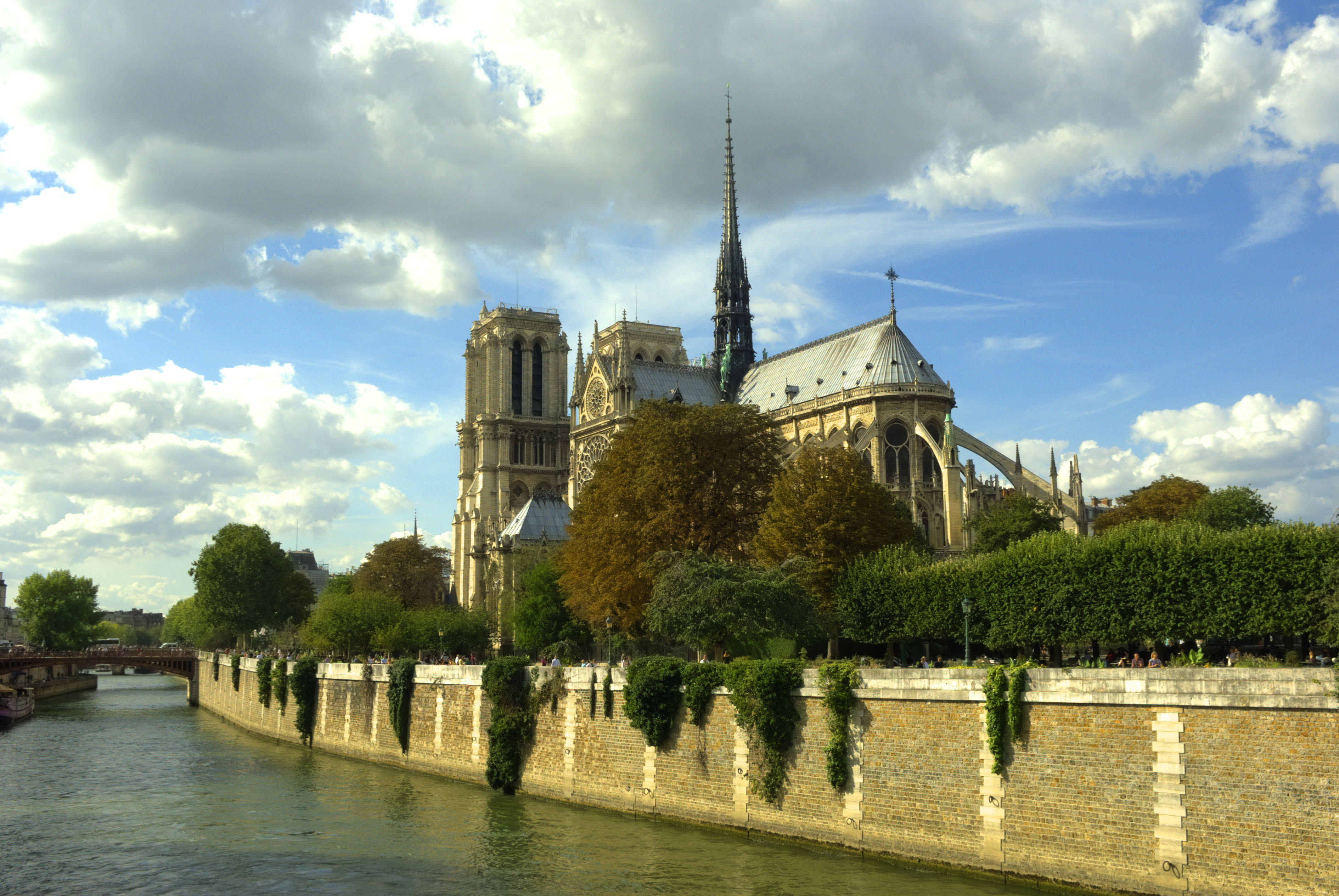
Veduta con la cattedrale Cattedrale di Notre Dame.
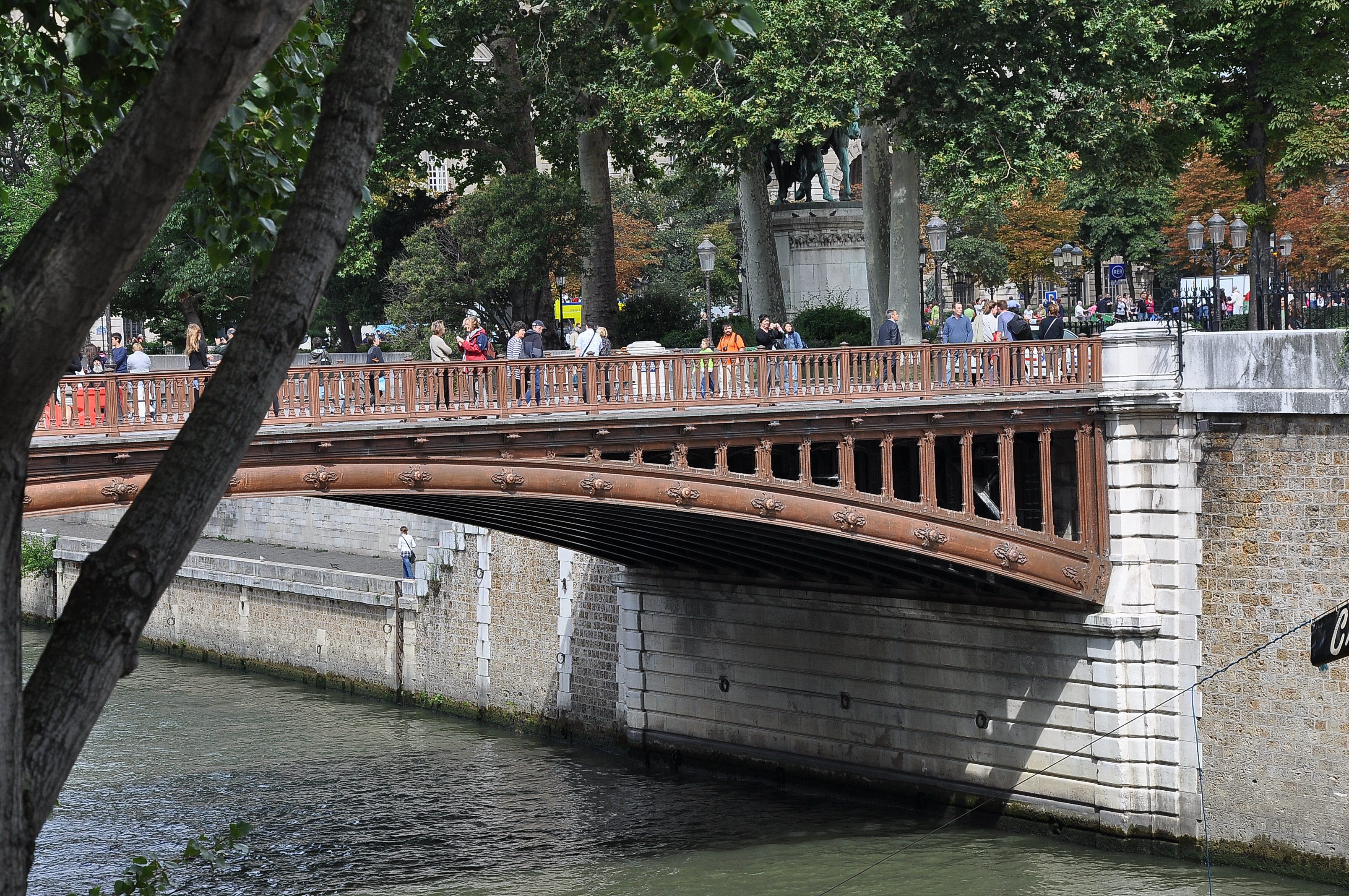
Veduta dal lato della cattedrale
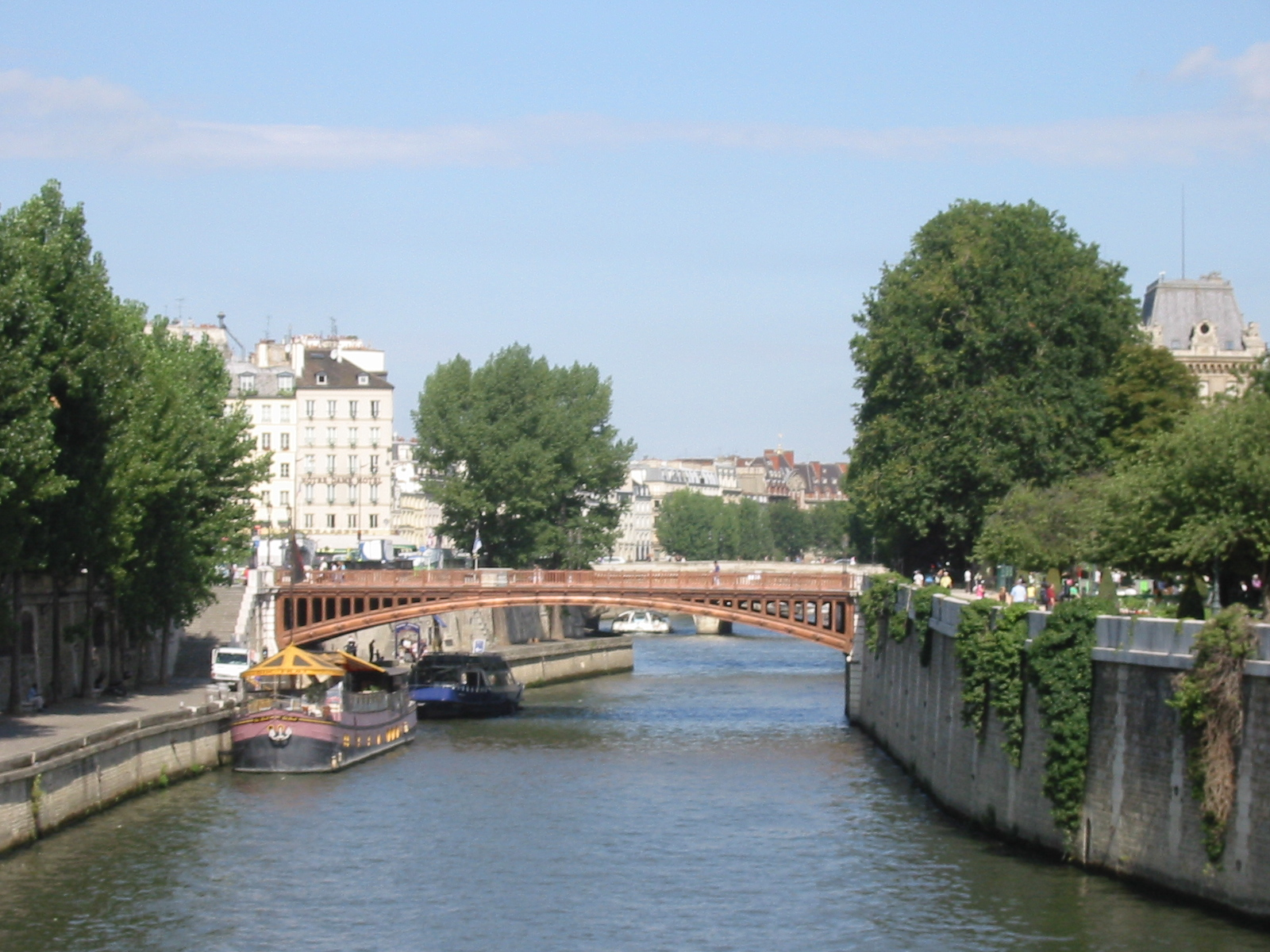
Veduta a partire dal Pont de l'Archevêché.
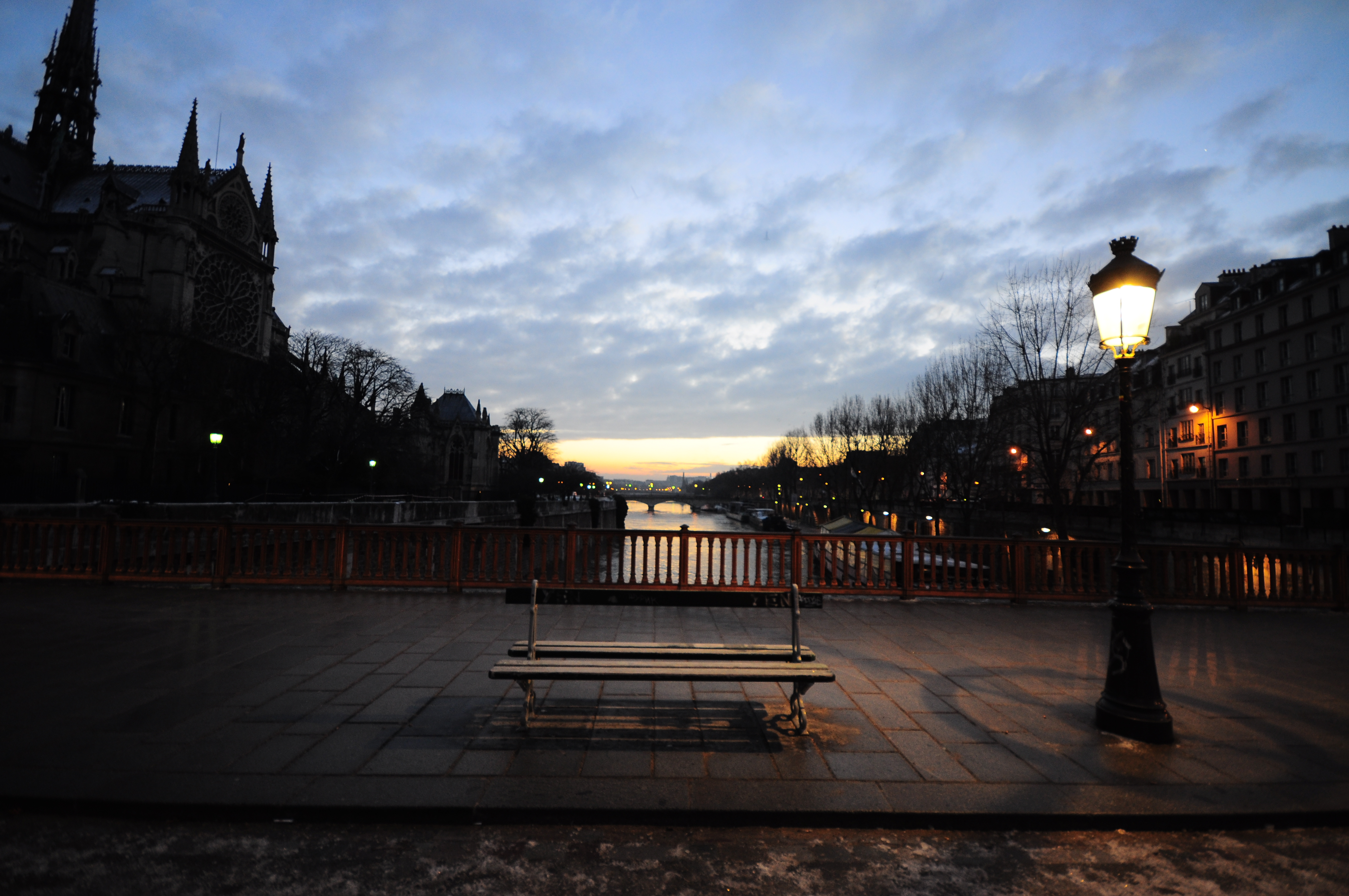
Il ponte all'alba.

## Trasporti
Il ponte è servito dalle stazioni del Métro:
- Cité
- Cluny - La Sorbonne,
- Maubert - Mutualité
- Saint-Michel.